# Plecia pellucida
Plecia pellucida är en tvåvingeart som beskrevs av Fitzgerald 1998. Plecia pellucida ingår i släktet Plecia och familjen hårmyggor. Inga underarter finns listade i Catalogue of Life.